# تجديد هوسمان في باريس

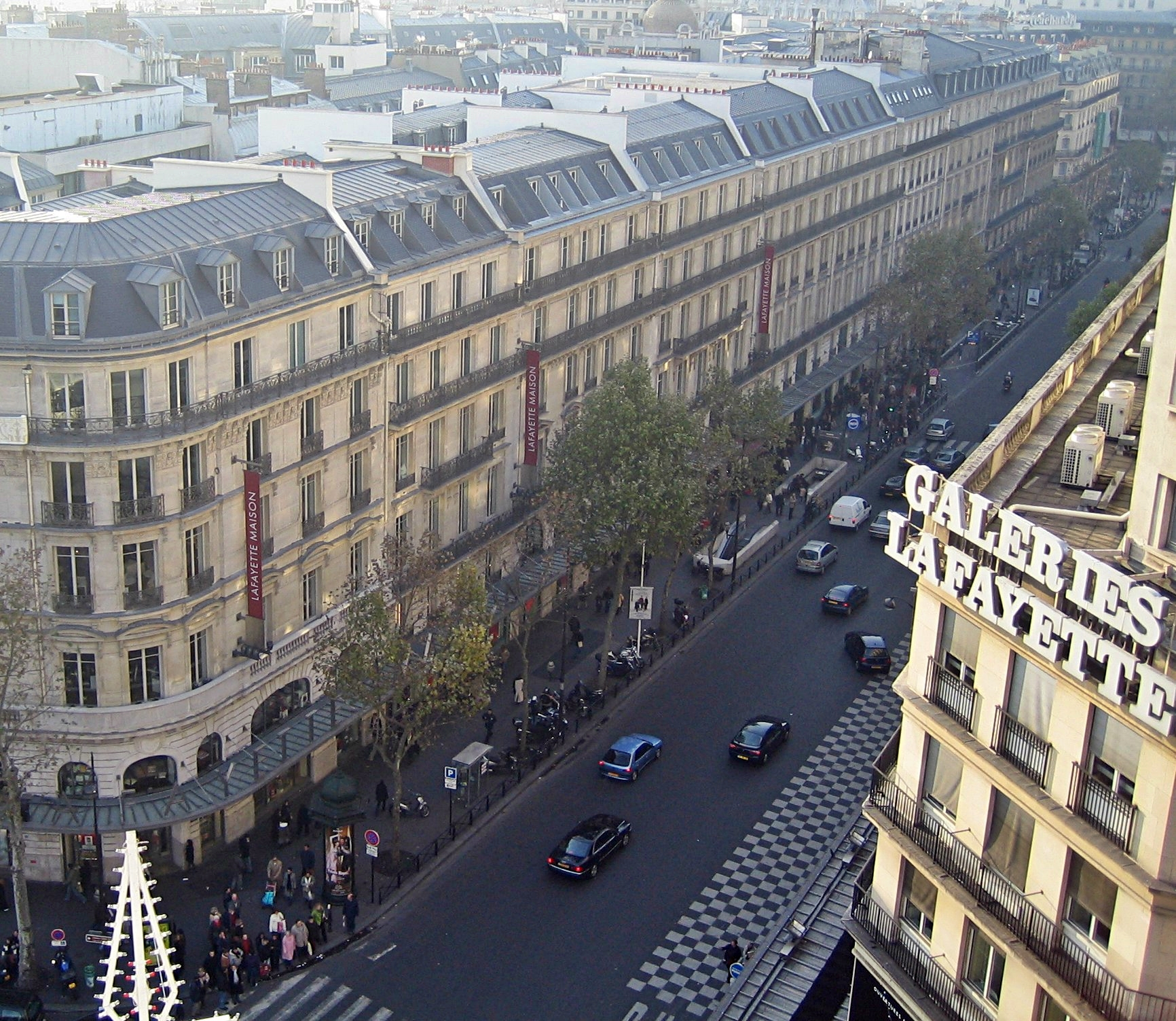
بعض المباني التي تجديدها في باريس

كان تجديد هوسمان في باريس عبارة عن برنامج من الأعمال العامة الشاملة بتكليف من الإمبراطور نابليون الثالث وبإشراف محافظ سين، جورج أوجين هوسمان، بين عامي 1853 و1870. شملت هذه الأعمال هدم أحياء العصور الوسطى التي كانت تعتبر مكتظة وغير صحية على يد المسؤولين في ذلك الوقت، وإنشاء طرق عريضة وحدائق وساحات جديدة وضم الضواحي المحيطة بباريس وإنشاء المجاري الجديدة والنافورات والقنوات. قوبل عمل هوسمان بمعارضة شرسة، وعزله نابليون الثالث في النهاية عام 1870، إلا أن الأعمال استمرت حتى عام 1927. إن مخطط الشوارع والمظهر المميز لمركز باريس اليوم هو إلى حد كبير نتيجة لأعمال تجديد هوسمان.

## الاكتظاظ والأمراض والجريمة والاضطرابات في وسط باريس القديمة
اعُتبر مركز مدينة باريس في منتصف القرن التاسع عشر، مكتظًا ومظلمًا وخطيرًا وغير صحي. كتب المصلح الاجتماعي الفرنسي فيكتور في عام 1845: «باريس هي ورشة عمل هائلة من التعفن، حيث يعمل البؤس والاستبداد والمرض بتضافر في مكان نادرًا ما تخترقه أشعة الشمس والهواء. باريس مكان رهيب تذبل فيه النباتات وتموت، ويموت فيه أربعة من بين سبعة أطفال صغار خلال العام». تغير مخطط الشوارع في جزيرة المدينة قليًا منذ العصور والوسطى وفي الحي الذي يُسمى «حي أركيس» بين اللوفر وقصر بلدية باريس (مجلس المدينة). كانت الكثافة السكانية في هذه الأحياء مرتفعة للغاية مقارنة ببقية أجزاء باريس، فقد قدرت الكثافة السكانية في حي الشانزليزيه بنحو 5380 نسمة لكل كيلومتر مربع، وكان هناك في أحياء أركيس وسانت أفوي التي تقع في الدائرة الثالثة حاليًا، ساكن واحد لكل ثلاثة أمتار مربعة. وصف أحد الأطباء في عام 1840 مبنى واحدًا في جزيرة المدينة، حيث يشغل غرفة واحدة منه تبلغ مساحتها 54 م2 في الطابق الرابع، 23 شخصًا من البالغين والأطفال، بأنه بؤرة لانتشار المرض. دمرت أوبئة الكوليرا المدينة في كل من عامي 1832 و1848، وتوفي في وباء عام 1848، 5% من سكان هذين الحيين.
كانت حركة المرور مشكلة رئيسية أخرى، فقد بلغ عرض أوسع الشوارع في هذين الحيين 5 أمتار، بينما بلغ عرض أضيقها 1 أو 2 م، وبالتالي بالكاد تمكنت العربات اليدوية وتلك التي تجرها الأحصنة من الحركة في الشوارع.
كان مركز المدينة مهددًا بوقوع أعمال الشغب والثورات، فقد اندلعت بين عامي 1830 و1848، سبع انتفاضات مسلحة وسط باريس، لا سيما على طول ضاحية سانت أنطوان، حول قصر بلدية باريس وحول هضبة سانت جونوفيف على الضفة اليسرى. انتزع سكان هذه الأحياء حجارة الرصيف وأغلقوا الشوارع الضيقة بالمتاريس التي تعين على الجيش إزالتها.

## محاولات سابقة لتحديث المدينة
اعتُرف بالمشاكل الحضرية في باريس في القرن الثامن عشر، اشتكى فولتير من الأسواق «التي أُنشئت في الشوارع الضيقة، والتي كانت تعرض قذارتها وتسبب نشر العدوى والاضطرابات المستمرة». كتب فولتير بأن واجهة اللوفر كانت مثيرة للإعجاب «لكنها مخبأة خلف مباني جديرة بالقوط والمخربين». احتج أيضًا على أن الحكومة «استثمرت في الأمور التافهة بدلًا من الأشغال العامة». كتب في عام 1739 إلى ملك بروسيا: «رأيت الألعاب النارية التي أطلقوها بترتيب وإدارة منظمة، وكنت أفضل لو أنهم زودوا قصر البلدية بالساحات الجميلة والأسواق الرائعة والمريحة والنوافير الجميلة، قبل أن يُطلقوا هذه المفرقعات».
اقترح المنظر المعماري والمؤرخ كاتروميير دو كونسي إنشاء أو توسيع الساحات العامة في كل الأحياء، وتوسيع وتطوير الساحات أمام كاتدرائية نوتردام وكنيسة سانت جيرفيه وإنشاء شارع عريض لوصل اللوفر مع قصر بلدية باريس، مجلس المدينة الجديد. اقترح مورو، المعماري الرئيس في باريس، رصف وتطوير جسور السين وبناء الساحات الضخمة وإخلاء الفراغات حول المعالم الرئيسية وفتح شوارع جديدة. صاغت نقابة الفنانين في عام 1794 خلال الثورة الفرنسية، خطة طموحة لتوسيع الشوارع، جاء ضمنها إنشاء شارع مستقيم من بلاس دو لا ناسيون إلى اللوفر، حيث يقع شارع فيكتوريا اليوم، والساحات التي تنبثق بشكل شعاعي في اتجاهات مختلفة، والاستفادة بشكل كبير من الأراضي المصادرة من الكنيسة خلال الثورة، لكن جميع هذه المشاريع بقيت حبرًا على ورق.
امتلك نابليون بونابرت أيضًا مخططًا طموحًا لإعادة بناء المدينة، فبدأ بالعمل على قناة من أجل جر المياه العذبة إلى المدينة وبدأ أيضًا بالعمل على شارع ريفولي في بلاس دو لا كونكورد، لكنه لم يتمكن إلا من إيصاله إلى اللوفر قبل سقوطه. كتب وهو في المنفى في سانت هيلينا، «لو منحتني السماء عشرين سنة أخرى من الحكم والقليل من الراحة»، وكتب أيضًا «يبحث المرء اليوم عبثًا عن باريس القديمة، لا شيء سيظل منها إلا بقايا».
تغير جوهر ومخطط مدينة باريس قليلًا أثناء استرداد الملكية خلال عهد الملك لويس فيليب (1830- 1848). وصفت روايات وفيكتور هوغو باريس ذات الشوارع الضيقة المتعرجة والمجاري القذرة. أجرى المحافظ الجديد للسين كلود فيلبيرت باتيلوت، في عهد لويس فيليب، تحسينات متواضعة على الصرف الصحي في المدينة. عمل على إنشاء مجاري جديدة، لكنها أيضًا كانت تصب في نهر السين، وأنشأ نظام إمدادات مياه أفضل من القديم. شيد نحو 180 كيلومترًا من الأرصفة وشارعًا جديدًا هو شارع لوبو، وجسر جديد فوق السين، جسر لويس فيليب، وأخلى مساحة مفتوحة حول قصر بلدية باريس. بنى أيضًا شارعًا جديدًا على طول جزيرة المدينة وثلاثة شوارع إضافية تتقاطع معه، شارع أركول وشارع المدينة وشارع قسطنطين. بنى شارعًا عريضا جديدًا للوصول إلى السوق المركزي في لي هال (اليوم هو شارع رامبوتو) وبدأ العمل على بوليفار ماليزيرب. بنى شارعًا جديدًا على الضفة اليسرى، شارع زوفلوت، الذي أخلى المساحة حول الباثينونن وبدأ العمل على شارع دي إيكول، بين المدرسة متعددة التقانات وكوليج دو فرانس.
أراد رامبوتو أن ينجز المزيد، لكن ميزانيته كانت محدودة. لم يكن لديه القدرة على مصادرة الممتلكات بسهولة لبناء الشوارع الجديدة، ولم يُسن القانون الأول الذي يقضي بوضع معايير صحية دنيا للمباني السكنية في باريس حتى أبريل من عام 1850، في عهد لويس نابليون بونابرت، رئيس الجمهورية الفرنسية الثانية آنذاك.